# Île Verkhotourov
L'île Verkhotourov (en russe : Остров Верхотурова, Ostrov Verkhotourova) est une île de la mer de Béring. L'île est située à 45 kilomètres au nord de l'île Karaguinski et à 20 km au sud du cap Ilpyrski.
L'île s'étend sur une longueur de 3,5 kilomètres et une largeur moyenne de 500 mètres. Son point culminant est de 368 mètres.
Elle dépend du krai du Kamtchatka et est située dans le prolongement du golfe de Korf.
Parmi la riche faune de l'île, se trouvent des starique perroquet (Cyclorrhynchus psittacula).